# Cộng sự bất đắc dĩ
Cộng sự bất đắc dĩ (tiếng Hàn: 공조, tiếng Anh: Confidential Assignment) là một bộ phim điện ảnh Hàn Quốc thuộc thể loại hài – hành động – tội phạm ra mắt vào năm 2017 do Kim Sung-hoon làm đạo diễn, với sự tham gia diễn xuất của các diễn viên gồm Hyun Bin, Yoo Hae-jin và Kim Joo-hyuk. Nữ ca sĩ Yoona từ nhóm nhạc nữ Girls' Generation cũng tham gia một vai phụ trong phim, và đây cũng là vai diễn đầu tiên của cô trên màn ảnh rộng. Nhân vật Thanh tra Im Cheol-ryung của Hyun Bin cũng là vai diễn hành động đầu tiên trong sự nghiệp diễn xuất của anh. Cộng sự bất đắc dĩ được xem là phim điện ảnh đầu tiên kể về sự hợp tác của hai miền Nam và Bắc Triều Tiên.
Cộng sự bất đắc dĩ được công chiếu tại Hàn Quốc vào ngày 18 tháng 1 năm 2017. Tại Việt Nam, phim ban đầu được dự định khởi chiếu vào ngày 3 tháng 3 năm 2017, tuy nhiên sau đó kế hoạch phát hành phim đã bị hủy bỏ do gặp vài trục trặc.

## Nội dung
Thanh tra Im Cheol-ryung của Triều Tiên mất vợ và đồng đội khi Đội trưởng Cha Ki-seong phản bội anh để ăn cắp những bản kẽm in tiền giả. Anh lập tức tham gia vào phái đoàn sang Hàn Quốc khi biết Ki-seong đang trốn ở đây. Thám tử Kang Jin-tae thuộc Sở Cảnh sát Seoul được điều đến tham gia vào nhiệm vụ mật này, nhưng anh chỉ được biết Ki-seong là một tên sát thủ và không gì hơn. Cơ quan Tình báo Hàn Quốc tin rằng có một động cơ bí mật sau vụ này và yêu cầu Jin-tae can thiệp vào nhiệm vụ cho đến khi họ tìm ra manh mối.
Jin-tae đón Cheol-ryung tại sân bay và họ đến Myeong-dong để tìm kiếm Park Myung-ho, một thuộc hạ của Ki-seong. Cheol-ryung và Jin-tae đến nơi nhưng Myung-ho đã chạy thoát trước khi cả hai có thể bắt hắn. Theo lệnh của cấp trên, Jin-tae đã đưa Cheol-ryung về nhà anh để tiện việc kiểm soát chàng cảnh sát Triều Tiên. Park Min-young, cô em vợ của Jin-tae, bắt đầu phải lòng Cheol-ryung.
Cheol-ryung và Jin-tae biết được địa điểm Myung-ho thường giao ma túy và một cuộc giao chiến diễn ra tại đó, sau đó Cheol-ryung lấy điện thoại của một tên côn đồ rồi đưa cho Jin-tae để truy tìm Myung-ho. Đôi bạn đến nhà hàng, phát hiện Myung-ho đang trò chuyện với một thuộc hạ đắc lực của Ki-seong. Tên thuộc hạ giết chết Myung-ho, đánh tay đôi với Cheol-ryung rồi chạy thoát. Sau khi kiểm tra đồ đạc trong túi Myung-ho, cảnh sát Hàn Quốc mới biết được nhiệm vụ của Cheol-ryung.
Jin-tae quyết định giúp đỡ Cheol-ryung sau khi nghe kể về quá khứ đau buồn của chàng cảnh sát Triều Tiên. Đôi bạn đến căn biệt thự mà Ki-seong đang giao dịch những bản in, nhưng hắn đã giết gã khách hàng khi Cheol-ryung tấn công vào. Cheol-ryung và Jin-tae đuổi theo Ki-seong, lấy được những bản in nhưng vô tình để Ki-seong nhảy xuống sông tẩu thoát. Ki-seong bắt cóc vợ con của Jin-tae và đòi lại những bản in. Jin-tae đành phải cầu cứu Cheol-ryung, Cheol-ryung sau đó mang những bản in đến điểm hẹn. Cheol-ryung bảo gia đình Jin-tae rời đi để một mình anh ở lại chiến đấu với băng nhóm tội phạm. Jin-tae đưa vợ con mình đến nơi an toàn rồi quay lại giúp đỡ Cheol-ryung. Cuối cùng Cheol-ryung và Jin-tae giết được Ki-seong, cả hai đồng ý vứt bỏ những bản in xuống sông. Một năm sau, Jin-tae - đã được thăng chức - đến Triều Tiên gặp lại Cheol-ryung, họ cùng nhau nhận nhiệm vụ mới.

## Diễn viên
- Hyun Bin vai Im Cheol-ryung
- Yoo Hae-jin vai Kang Jin-tae
- Kim Joo-hyuk vai Cha Ki-seong
- Jang Young-nam vai Park So-yeon
- Im Yoon-ah vai Park Min-young
- Lee Dong-hwi vai Park Myung-ho
- Kong Jung-hwan vai Sung-kang
- Lee Hae-young vai Đội trưởng Pyo
- Park Min-ha vai Kang Yeon-ah
- Jun Gook-hwan vai Won Hyung-sool
- Um Hyo-sup vai Chủ tịch Yoon
- Lee Yi-kyung vai Lee Dong-hoon
- Shin Hyun-been vai Hwa-ryung
- Park Jin-woo vai Jang Chil-bok

## Phát hành
Cộng sự bất đắc dĩ được công chiếu tại Hàn Quốc vào ngày 18 tháng 1 năm 2017. Phim cũng được công chiếu tại 42 quốc gia khác, bao gồm Mỹ, Canada, Úc và nhiều quốc gia và vùng lãnh thổ châu Á như Hồng Kông, Đài Loan và Thái Lan.
Tại Việt Nam, phim ban đầu được dự định khởi chiếu vào ngày 3 tháng 3 năm 2017. Tuy nhiên, một ngày trước khi phim được chính thức phát hành, hãng CJ Entertainment Vietnam đã thông báo kế hoạch phát hành phim đã bị hủy bỏ do gặp vài trục trặc.

## Tiếp nhận

### Doanh thu phòng vé
Cộng sự bất đắc dĩ ra mắt ở vị trí á quân trên bảng xếp hạng doanh thu phòng vé ngày 18 tháng 1 năm 2017. Sau đó, phim nhanh chóng vượt lên dẫn đầu ở tuần lễ công chiếu thứ hai với 4 triệu vé bán ra tính tới ngày 30 tháng 1, và con số này tiếp tục tăng lên vượt mốc 5 triệu vé sau hai ngày tiếp theo. Cộng sự bất đắc dĩ trở thành phim điện ảnh Hàn Quốc được xem nhiều nhất trong nửa đầu năm 2017 với 7,8 triệu lượt khán giả nội địa. Tuy nhiên kỷ lục này đã nhanh chóng bị phim điện ảnh A Taxi Driver thay thế vào tháng 8 năm 2017.

## Giải thưởng và đề cử
| Năm  | Giải thưởng                                | Hạng mục                        | Đề cử              | Kết quả   | Nguồn                |
| ---- | ------------------------------------------ | ------------------------------- | ------------------ | --------- | -------------------- |
| 2017 | Giải Nghệ thuật Baeksang lần thứ 53        | Nữ diễn viên mới xuất sắc nhất  | Im Yoon-ah         | Đề cử     | [ 19 ]               |
| 2017 | Giải Nghệ thuật Baeksang lần thứ 53        | Nữ diễn viên nổi tiếng nhất     | Im Yoon-ah         | Đoạt giải | [ 19 ]               |
| 2017 | Giải Korean Film Shining Star              | Giải Ngôi sao mới               | Im Yoon-ah         | Đoạt giải | [ 20 ]               |
| 2017 | Giải Korean Film Shining Star              | Đạo diễn xuất sắc nhất          | Kim Sung-hoon      | Đoạt giải | [ 20 ]               |
| 2017 | Liên hoan phim quốc tế Fantasia lần thứ 21 | Giải Hành động!                 | Cộng sự bất đắc dĩ | Đoạt giải | [ 21 ]               |
| 2017 | Giải Ngôi sao châu Á Marie Claire BIFF     | Giải Ngôi sao mới nổi           | Im Yoon-ah         | Đoạt giải |                      |
| 2017 | Giải Seoul lần thứ 1                       | Nam diễn viên phụ xuất sắc nhất | Kim Joo-hyuk       | Đoạt giải | [ 22 ] [ 23 ] [ 24 ] |
| 2017 | Giải Seoul lần thứ 1                       | Giải đại chúng, Nữ diễn viên    | Im Yoon-ah         | Đoạt giải | [ 22 ] [ 23 ] [ 24 ] |
| 2017 | Giải Seoul lần thứ 1                       | Nữ diễn viên mới xuất sắc nhất  | Im Yoon-ah         | Đề cử     |                      |
| 2017 | Giải Chuông vàng lần thứ 54                | Nữ diễn viên mới xuất sắc nhất  | Im Yoon-ah         | Đề cử     | [ 25 ]               |
| 2017 | Giải Điện ảnh Rồng xanh lần thứ 38         | Nữ diễn viên mới xuất sắc nhất  | Im Yoon-ah         | Đề cử     | [ 26 ]               |
| 2017 | Giải Điện ảnh Rồng xanh lần thứ 38         | Dựng phim xuất sắc nhất         | Cộng sự bất đắc dĩ | Đề cử     | [ 27 ]               |